# نادي بورتو للشباب
نادي بورتو للشباب هو فريق كرة القدم تحت 19 عامًا المكون من قسم الشباب في نادي بورتو البرتغالي.

## الإنجازات
- البطولة البرتغالية

الفائز (23): 1952–53، 1963–64، 1965–66، 1968–69، 1970–71، 1972–73، 1978–79، 1979–80، 1980–81، 1981–82، 1983–84، 1985–86، 1986–87، 1989–90، 1992–93، 1993–94، 1997–98، 2000–01، 2006–07، 2010–11، 2014–15، 2015–16، 2018–19
- الدوري الأوروبي للشباب

الفائز (1): 2018–19
- النجوم الزرقاء / كأس الشباب لكرة القدم

الفائز (1): 2011

## الإنجازات الأخرى
الشباب (تحت-17)
- البطولة البرتغالية

الفائز (20) – رقم قياسي: 1965–66، 1969–70، 1970–71، 1971–72، 1972–73، 1976–77، 1978–79، 1979–80، 1981–82، 1984–85، 1985–86، 1987–88، 1988–89، 1994–95، 1997–98، 2001–02، 2002–03، 2008–09، 2009–10، 2011–12
البراعم (تحت-15)
- البطولة البرتغالية

الفائز (14) – رقم قياسي: 1974–75، 1976–77، 1977–78، 1979–80، 1980–81، 1985–86، 1989–90، 1996–97، 1997–98، 1999–00، 2001–02، 2004–05، 2006–07، 2010–11
الأطفال (تحت-13)
- البطولة البرتغالية

الفائز (2): 1987–88، 1992–93

## وصلات خارجية
- الموقع الرسمي
 باللغة البرتغالية